# 正宣寺 (大阪市)
正宣寺（しょうせんじ）は、大阪府大阪市浪速区敷津西二丁目にある浄土真宗本願寺派の寺院。山号は瑞華山。本尊は阿弥陀如来。

## 歴史
1603年（慶長8年）に永俊によって創建。
1888年（明治21年）11月4日、西浜町で中江兆民らが携わった護教団体「公道会」が結成され、正宣寺で開会式を挙行したが、そこには千余人の来会者が充満したと報じられている。

## 周辺
- 大阪市立浪速図書館
- 折口信夫生誕の地碑
- 敷津松之宮
- 願泉寺
- 徳浄寺

## 交通
- 大阪環状線 芦原橋駅
- 関西本線・大阪環状線 今宮駅
- 地下鉄御堂筋線・四つ橋線 大国町駅